# Altfraunhofen
Altfraunhofen – miejscowość i gmina w Niemczech, w kraju związkowym Bawaria, w rejencji Dolna Bawaria, w regionie Landshut, w powiecie Landshut, siedziba wspólnoty administracyjnej Altfraunhofen. Leży około 10 km na południe od Landshut, nad rzeką Vils.

## Demografia
| Rok  | Liczba mieszk. |
| ---- | -------------- |
| 1970 | 1 177          |
| 1987 | 1 363          |
| 2000 | 1 716          |

## Oświata
(na 1999)

W gminie znajduje się przedszkole (75 miejsc i 81 dzieci) oraz szkoła podstawowa (7 nauczycieli, 148 uczniów).